# Luis Donaldo Colosio Murrieta, Atlixtac
Luis Donaldo Colosio Murrieta är en ort i Mexiko.   Den ligger i kommunen Zapotitlán Tablas och delstaten Guerrero, i den sydöstra delen av landet, 230 km söder om huvudstaden Mexico City. Luis Donaldo Colosio Murrieta ligger 1 867 meter över havet och antalet invånare är 261.
Terrängen runt Luis Donaldo Colosio Murrieta är lite bergig. Runt Luis Donaldo Colosio Murrieta är det ganska glesbefolkat, med 43 invånare per kvadratkilometer. Närmaste större samhälle är Escalerilla Lagunas, 3,8 km öster om Luis Donaldo Colosio Murrieta. I omgivningarna runt Luis Donaldo Colosio Murrieta växer huvudsakligen savannskog.